# 〜夢と孤独の果てに〜 ルートヴィヒII世
『〜夢と孤独の果てに〜ルートヴィヒII世』（ゆめとこどくのはてに ルードヴィヒにせい）は、宝塚歌劇団のミュージカル作品。花組公演。形式名は「宝塚ミュージカルロマン」。18場。
作・演出は植田景子。併演作品は『Asian Sunrise』。

## 解説
※『宝塚歌劇100年史（舞台編）』の宝塚大劇場公演参考。
ノイシュヴァンシュタイン城があるバイエルン王国のルートヴィヒII世が主人公。その美貌と謎に満ちた人生ゆえに伝説となった悲劇の王。芸術とひたすら美しいものだけを愛した彼が、生涯求め続けたのは、自らの生み出した美しい幻だったという幻想のラブロマンスを軸に、宝塚ならではのロマンティシズム溢れる舞台として描いた作品。
トップ娘役の大鳥れいが、"幻"役で色々な人物に変身した。植田景子の宝塚大劇場による演出デビュー作品。

## 公演期間と公演場所
- 2000年11月10日 - 12月18日（新人公演：11月28日）　宝塚大劇場[1]
- 2001年2月17日 - 3月25日（新人公演：2月27日）　東京宝塚劇場[2]

## スタッフ
※氏名の後ろに「宝塚」、「東京」の文字がなければ両劇場共通。
- 作曲・編曲：吉田優子[1]/甲斐正人[1]
- 音楽指揮：大谷木靖[1]
- 振付[1]：尚すみれ/麻咲梨乃/御織ゆみ乃
- 装置：大橋泰弘[1]
- 衣装：竹田団吾[1]
- 照明：勝柴次朗[1]
- 歌唱指導：楊淑美[1]
- 音響：切江勝[1]
- 小道具：伊集院撤也[1]
- 効果：扇野信夫[1]
- 演出助手：鈴木圭[1]
- 装置助手：國包洋子[1]
- 小道具補：福原徹[1]
- 舞台進行：赤坂英雄[1]
- 舞台美術製作：株式会社宝塚舞台[1]
- 演奏：宝塚歌劇オーケストラ（宝塚）[1]
- 演奏コーディネート：ダット・ミュージック（東京）[2]
- 制作：木村康久[1]
- 演出（新人公演）：植田景子[1][2]

## 特別出演（本公演のみ）
※氏名の後ろの（）は2000、2001年当時の所属組。
- 京三紗（専科）[1]
- 星原美沙緒（専科）[1]
- 匠ひびき（専科）[1]
- 伊織直加（専科）[1]

## 主な配役
※下記のデータは宝塚・東京共通。「(　)」は新人公演。
- ルートヴィヒII世 - 愛華みれ（彩吹真央）[1]
- 幻 - 大鳥れい（ふづき美世）[1]
- ベルンハルト・フォン・グッデン博士 - 匠ひびき（蘭寿とむ）[1]
- ディルクハイム伯爵 - 伊織直加（壮一帆）[1]
- リヒャルト・ホルニヒ - 春野寿美礼（愛音羽麗）[1]
- オットー - 瀬奈じゅん（花央レミ）[1]
- エリザベート - 渚あき（舞風りら）[1]
- リヒャルト・ワーグナー - 星原美沙緒（悠真倫）[1]
- ゾフィー - 彩乃かなみ（仙堂花歩）[1]
- ビスマルク - 夏美よう（桐生園加）[1]